# Scleria trisulcata
Scleria trisulcata là loài thực vật có hoa trong họ Cói. Loài này được G.P.Li miêu tả khoa học đầu tiên năm 1995.